# Tom Peloso
Tom Peloso, hijo de  Peter y Maureen Peloso, es un músico estadounidense que acutualmente trabaja con la banda de Rock Alternativo e Indie Rock, Modest Mouse. Peloso toca en el álbum de Modest Mouse Good News for People Who Love Bad News y también en varias canciones del nuevo álbum We Were Dead Before the Ship Even Sank, lanzado en marzo del 2007. Tom ha aparecido tocando en vivo con la banda en varias ocasiones, incluyendo en un episodio de Saturday Night Live en el 2005. Antes de unirse a Modest Mouse, Peloso fue el miembro fundador de la banda "The Hackensaw Boys", tocando el bajo eléctrico y el violín. Dos de sus canciones, "Hobo" y "Seet Petunia", aparecen en su último álbum "Look Out Dog". Sigue tocando en vivo con Hackensaw en varias ocasiones.